# Hoplostethus
Hoplostethus es un género de peces de la familia Trachichthyidae, del orden Beryciformes. Este género marino fue descrito por primera vez en 1829 por Georges Cuvier.

## Especies
Especies reconocidas del género:
- Hoplostethus abramovi Kotlyar, 1986
- Hoplostethus atlanticus (Collett, 1889)
- Hoplostethus cadenati Quéro, 1974
- Hoplostethus confinis Kotlyar, 1980
- Hoplostethus crassispinus Kotlyar, 1980
- Hoplostethus druzhinini Kotlyar, 1986
- Hoplostethus fedorovi (Kotlyar, 1986)
- Hoplostethus fragilis (F. de Buen, 1959)
- Hoplostethus gigas (McCulloch, 1914)
- Hoplostethus grandperrini C. D. Roberts & M. F. Gomon, 2012[2]
- Hoplostethus intermedius (Hector, 1875)
- Hoplostethus japonicus (Hilgendorf, 1879)
- Hoplostethus latus (McCulloch, 1914)
- Hoplostethus marisrubri Kotlyar, 1986
- Hoplostethus mediterraneus (Cuvier, 1829)
- Hoplostethus melanopeza C. D. Roberts & M. F. Gomon, 2012[2]
- Hoplostethus melanopterus Fowler, 1938
- Hoplostethus melanopus (M. C. W. Weber, 1913)
- Hoplostethus mento (Garman, 1899)
- Hoplostethus metallicus (Fowler, 1938)
- Hoplostethus mikhailini (Kotlyar, 1986)
- Hoplostethus occidentalis (Woods, 1973)
- Hoplostethus pacificus (Garman, 1899)
- Hoplostethus ravurictus (M. F. Gomon, 2008)[3]
- Hoplostethus rifti (Kotlyar, 1986)
- Hoplostethus robustispinus (J. A. Moore & Dodd, 2010)[4]
- Hoplostethus rubellopterus (Kotlyar, 1980)
- Hoplostethus shubnikovi (Kotlyar, 1980)
- Hoplostethus tenebricus (Kotlyar, 1980)
- Hoplostethus vniro (Kotlyar, 1995)

## Galería

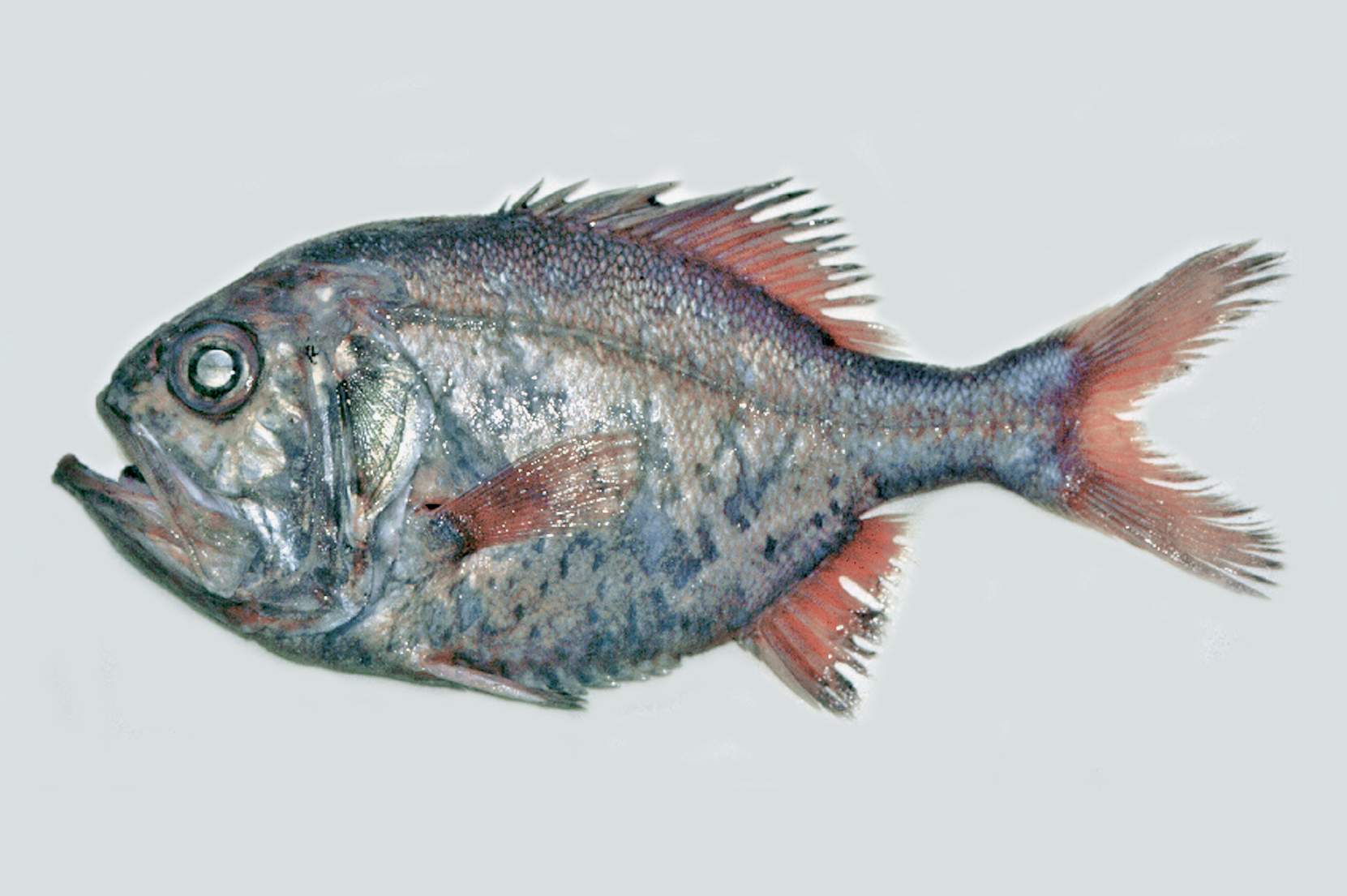
Hoplostethus gigas
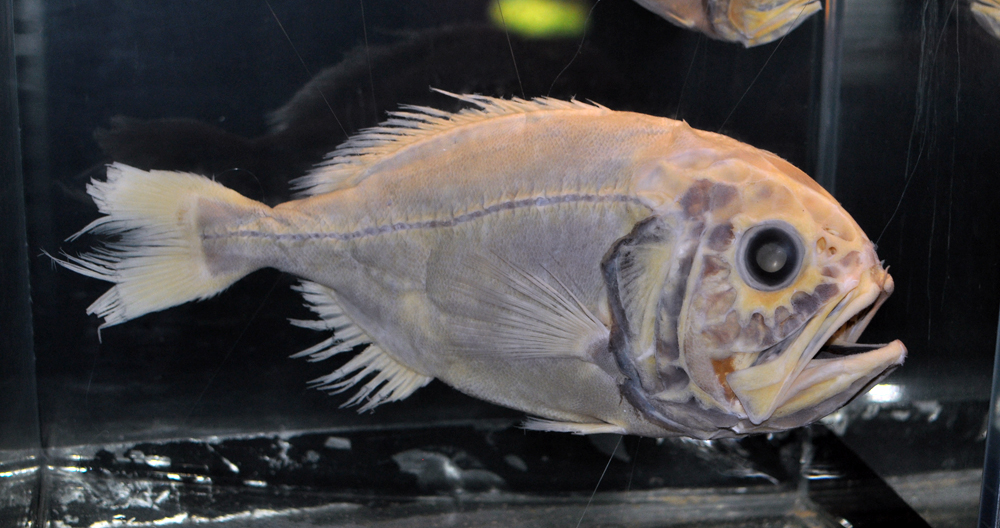
Hoplostethus atlanticus
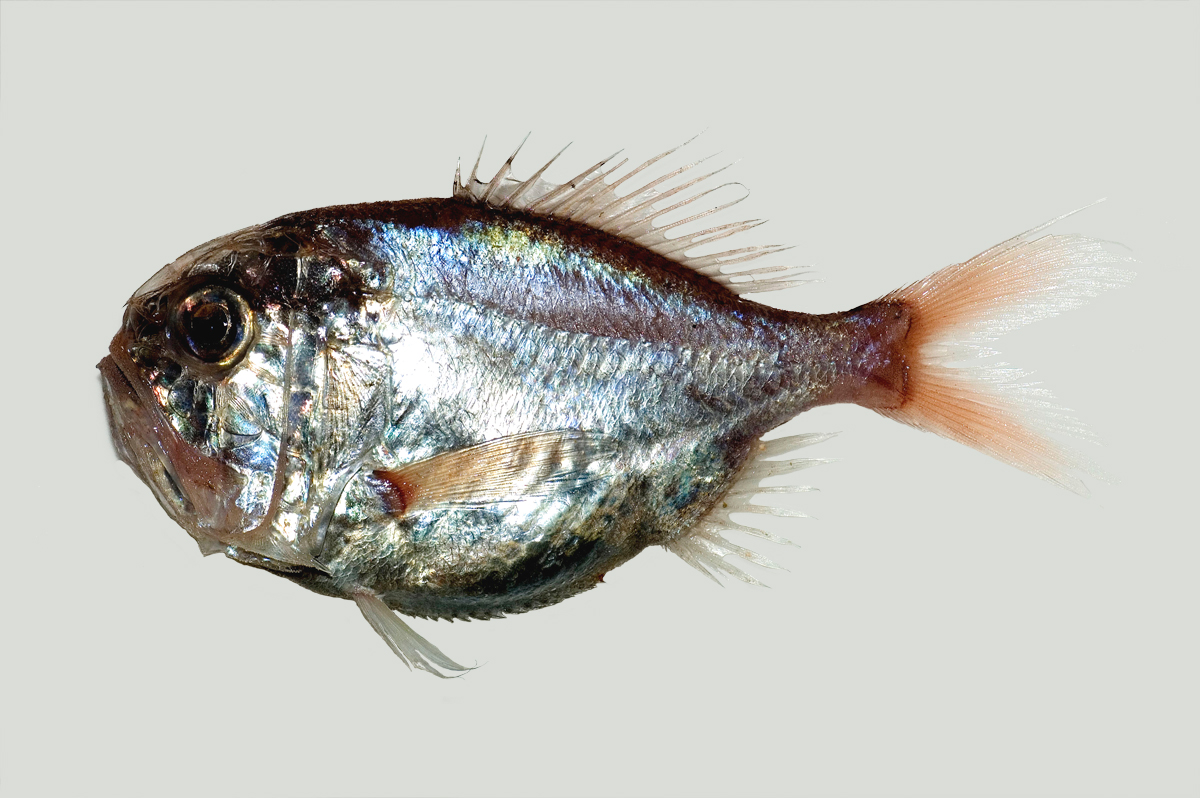
Hoplostethus ravurictus
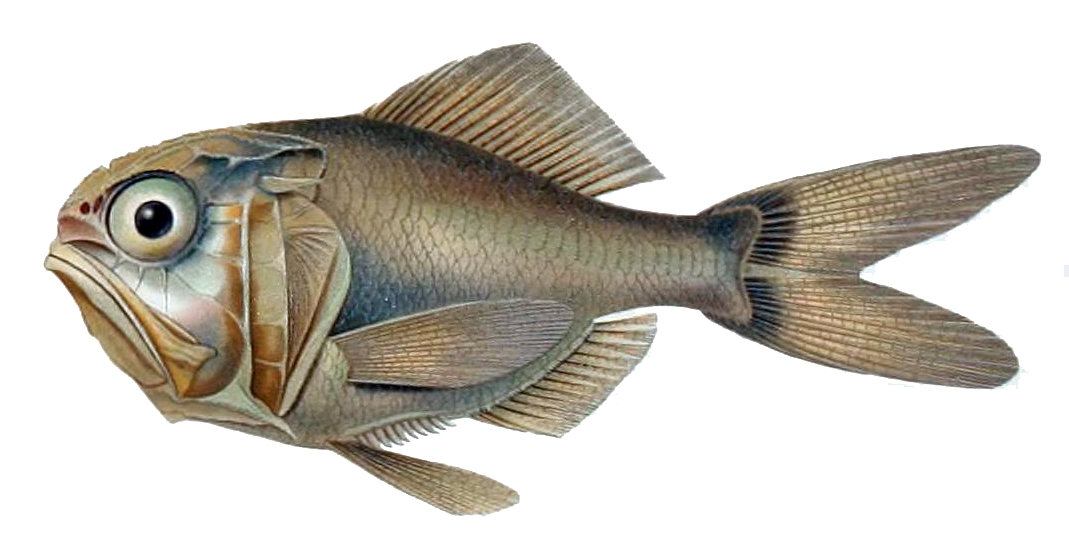
Hoplostethus mediterraneus